# Asclepio
Asclepio o Esculapio (in greco antico: Ἀσκληπιός?, Asklēpiós, in latino Aesculapius) è un personaggio della mitologia greca e romana. Figlio di Apollo e di Arsinoe secondo Esiodo, oppure di Apollo e Coronide per Pindaro, è un semidio e dunque uomo mortale per Omero. Si diceva fosse stato istruito nella medicina dal centauro Chirone, o che avesse ereditato tale proprietà dal padre Apollo. Divenne poi il dio della medicina, al pari di suo padre, ed era una divinità molto adorata dal popolo, in quanto benevola con gli infermi; la costellazione dell'Ofiuco rappresenta il suo mito.

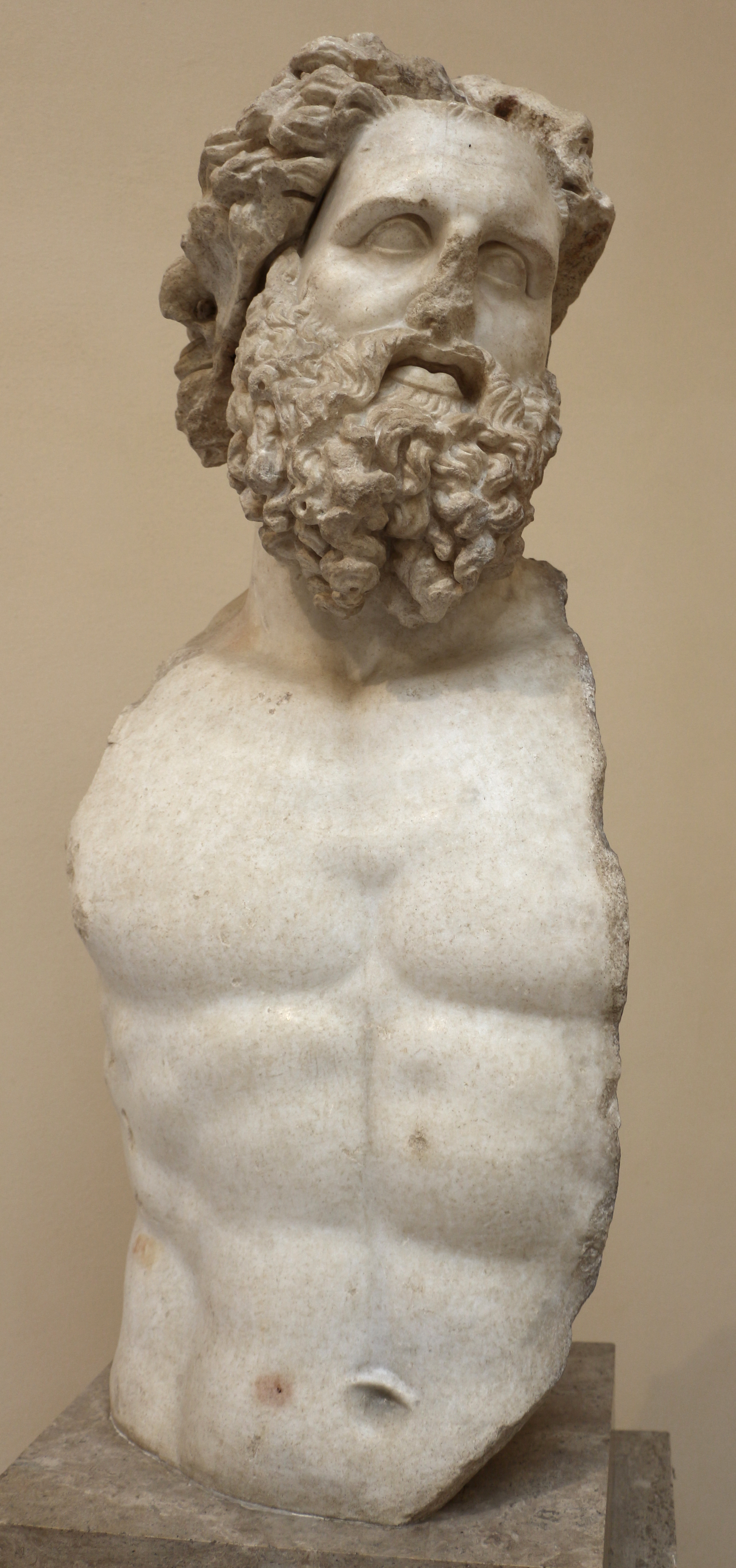
Resti della statua di Asclepio esposta al Museo archeologico ostiense

## Mitologia

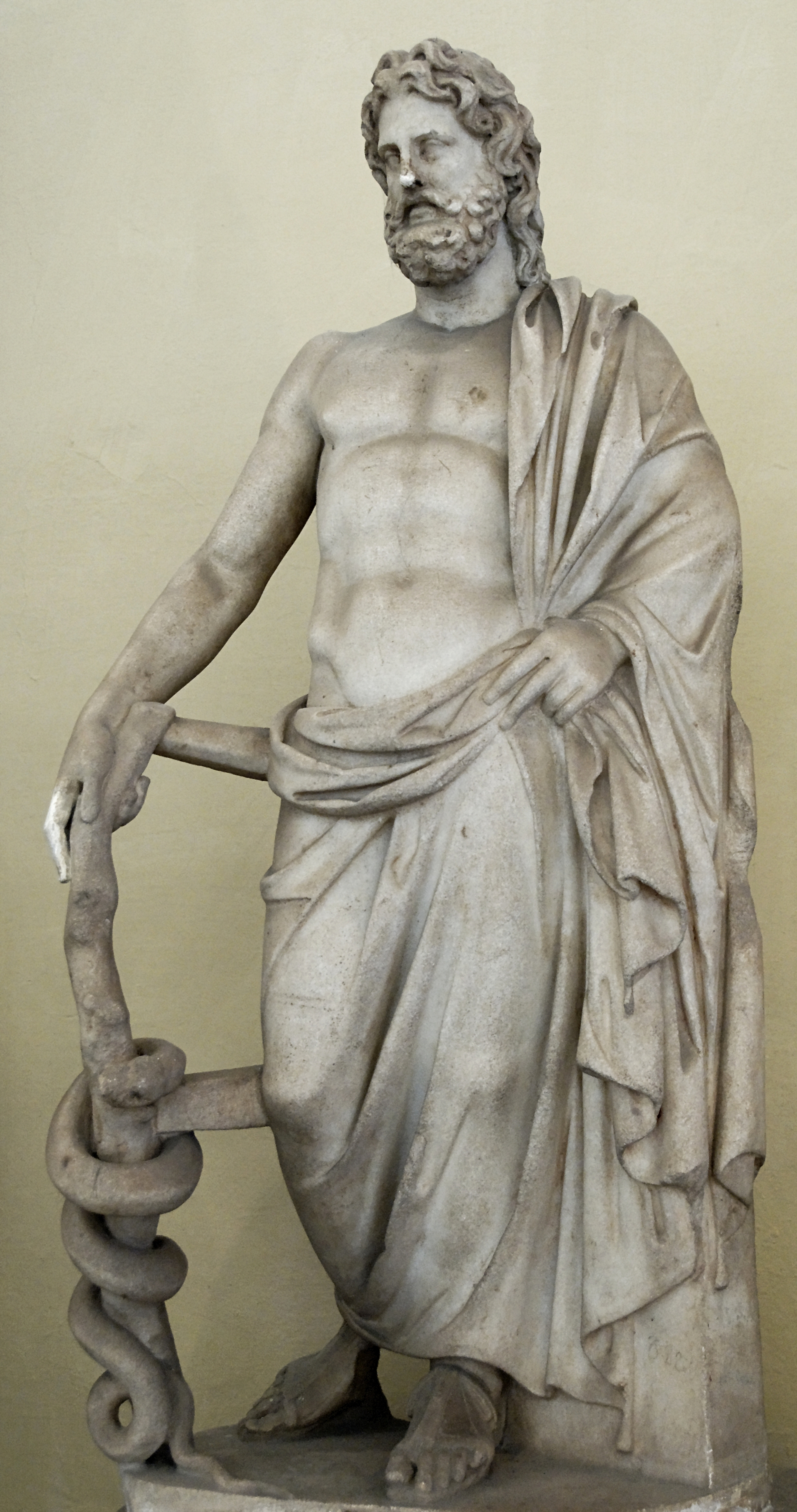
Da Ostia Antica, esposto ai Musei Vaticani

Secondo il mito, Apollo si innamorò di Coronide mentre ella faceva il bagno in un lago. I due consumarono la loro passione, poi il dio andò via, lasciando un corvo a guardia della ragazza; in quei tempi, i corvi erano di colore bianco. Coronide decise di sposarsi con Ischi, e il corvo, quando li vide assieme, volò da Apollo per riferire. Quando scoprì che Coronide era incinta, il dio decise di punire il corvo tramutandogli le piume da bianche in nere, poiché non aveva allontanato Ischi da Coronide. Artemide uccise Coronide trafiggendola con un dardo, per vendicare il fratello disonorato. Apollo, però, decise di salvare il piccolo che Coronide aveva in grembo e chiese al fratello Ermes di prenderlo dal corpo della madre. Apollo decise di dare al piccolo il nome di Asclepio.
Secondo il mito, il semidio Asclepio ricevette dalla dea Atena il dono di cambiare il suo sangue con quello di Medusa la Gorgone. Da allora il sangue che sgorgava dalle vene del suo fianco sinistro era velenoso e portatore di sventure, ma quello del fianco destro aveva il potere di guarire qualsiasi malattia e persino di fare risorgere i morti. Ciò fece arrabbiare sia Zeus che Ade, poiché l'afflusso dei morti dell'oltretomba diminuiva. Secondo una variante del mito, Asclepio inventò la "cura del medico", una tecnica di guarigione che gli permetteva di guarire ogni tipo di ferita ed ogni tipo di malattia facendo addirittura risorgere i morti.
Proprio per questi poteri simili a quelli di un negromante, ovvero guarire i mali, riportare in vita i morti e garantire una vita straordinariamente lunga, Zeus decise di fulminarlo perché temeva che il particolare potere che Asclepio condivideva con gli uomini avrebbe potuto minacciare la fede negli dèi, annullando di fatto la sostanziale differenza fra divinità e uomini, ovvero l'immortalità. Apollo, però, si sentì oltraggiato per il trattamento severo riservato a suo figlio e si vendicò uccidendo i tre Ciclopi che forgiavano le folgori di Zeus. Per placare Apollo, Zeus rese Asclepio immortale facendolo diventare un "dio minore" (date le circostanze non era certo possibile riportarlo in vita), tramutandolo nella costellazione di Ofiuco, e quindi Asclepio, che era nato come semidio, divenne un dio sotto forma di costellazione.
Asclepio divenne così bravo nell'arte medica che riuscì anche a risuscitare i morti, come fece con Ippolito, con l'aiuto di Artemide. Nell'antica Grecia si pensava che bastasse dormire in un santuario consacrato ad Asclepio per guarire da ogni malattia. In ogni tempio c'era almeno un serpente, che proveniva dal santuario di Asclepio ad Epidauro, in quanto si credeva che fossero animali sacri per la divinità, poiché simbolo del rinnovamento. Uccidere un serpente di un tempio di Asclepio era considerato un grande sacrilegio.
Il bastone di Asclepio spesso viene confuso con il Caduceo di Ermes, e spesso anche il primo viene impropriamente nominato "Caduceo". Asclepio infatti viene spesso raffigurato con in mano un bastone sacro che porta il suo nome ed è il simbolo internazionale del soccorso medico. Secondo il mito il bastone di Asclepio aveva poteri terapeutici ed era capace di guarire ogni tipo di malattia. Il serpente rappresenta il potere guaritivo del dio, simboleggiato dalla muta del rettile che richiama un'eterna rinascita.

## Culto

### Asclepio in Grecia
In Grecia, Asclepio veniva venerato come il dio della medicina, delle guarigioni e dei serpenti. Molti riferimenti ad Asclepio sono stati ritrovati anche in ambito "occulto": la sua capacità di riportare in vita i morti lo rendeva difatti anche il dio invocato dai negromanti. Il suo culto aveva il suo centro a Epidauro, ma era onorato anche a Pergamo.
In Grecia, per ringraziare di una guarigione Asclepio, si era soliti sacrificare un gallo. Tale animale infatti, era considerato il migliore e più gradito alla Divinità.
Un esempio di questa pratica lo troviamo nel Fedone di Platone, il celebre dialogo che riporta la morte di Socrate. Quest'ultimo, prima di morire, chiede che venga sacrificato un gallo ad Asclepio. Il motivo di tale richiesta rimane tuttora fonte di dibattito.

### Esculapio a Roma

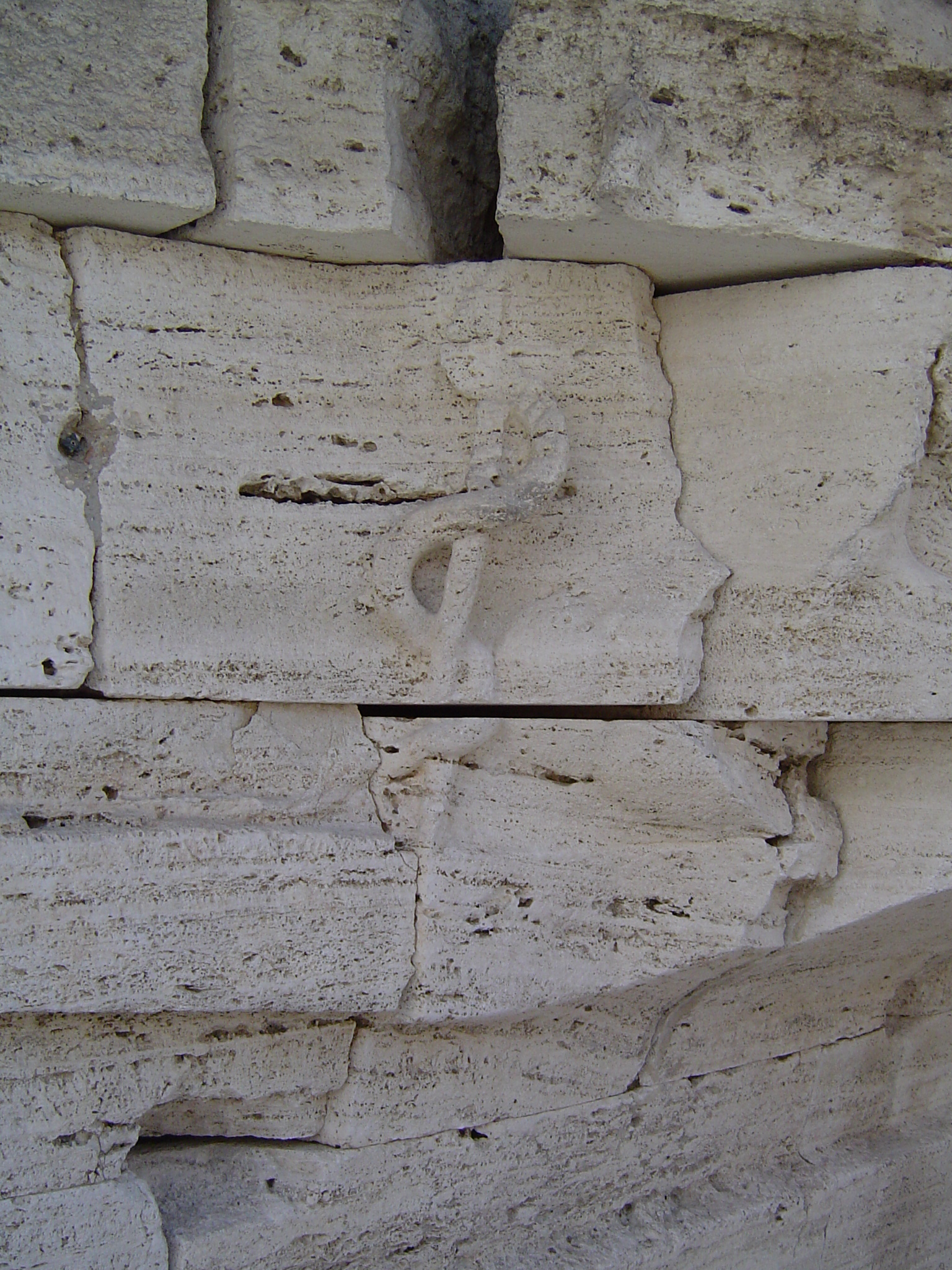
Rilievo con bastone di Asclepio ancora visibile sull'Isola Tiberina.

Esculapio è l'adattamento latino (Aesculapius) del nome greco Ἀσκληπιός, ma si tratta dello stesso dio. Il suo culto fu introdotto a Roma nel 292 a.C.
La tradizione vuole che in quell'anno la popolazione della città fosse colpita dalla peste. Dopo aver consultato i Libri sibillini, il Senato romano decise di costruire un tempio dedicato al dio, e a questo scopo fu inviata una delegazione ad Epidauro per ottenere la statua del dio.
Al ritorno, mentre la barca che trasportava la statua risaliva il Tevere, un serpente, simbolo del dio, sceso dall'imbarcazione, nuotò verso l'isola Tiberina. L'evento fu interpretato come volontà del dio di scegliere il luogo dove sarebbe sorto il suo santuario. Così sull'isola fu costruito il tempio di Esculapio.
Dal 1585, e tuttora nel ventunesimo secolo, sull'isola sorge l'ospedale Fatebenefratelli, che perpetua l'antica vocazione medica del luogo.

## Progenie
Già nell'Iliade gli si attribuiscono due figli:
- Macaone, che combatté a Troia e fu ucciso da Euripilo;
- Podalirio, medico.

In stadi posteriori della leggenda gli si attribuisce una moglie (Epione, o Lampezia) da cui Asclepio ebbe cinque figlie:
- Igea, la salute;
- Panacea, la personificazione della guarigione universale e onnipotente, ottenuta per mezzo delle piante;
- Iaso, la personificazione della guarigione. Il suo nome, infatti, deriva dal potere di guarigione, o di guaritore, che possedeva il padre;
- Acheso, che sovrintendeva al processo di guarigione;
- Egle, la splendente;

I nomi delle figlie sono tutti collegati al concetto di "buona salute".
Ebbe inoltre tre figli maschi dalla moglie:
- Telesforo, dio della convalescenza; e i già citati Macaone e Podalirio, celebri medici.

Pausania gli attribuisce un altro figlio, Arato, avuto da Aristodama.
Infine, nella mitologia romana gli è attribuita un'ulteriore figlia, Meditrina, la guaritrice, celebrata in occasione delle feste denominate Meditrinalia.